# Mavra

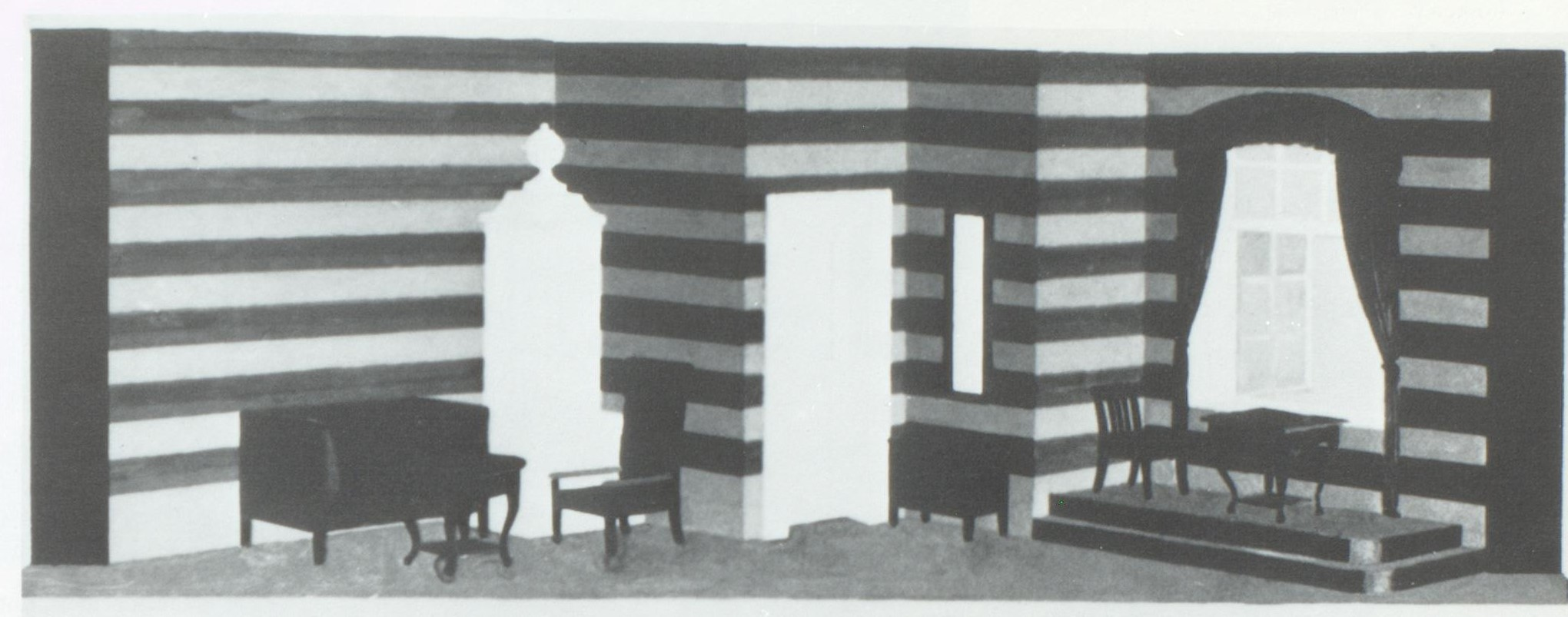
Bühnenbild von Ewald Dülberg in der Krolloper (1928)

Mavra ist eine Komische Oper in einem Akt von Igor Strawinsky nach einem Libretto von Boris Kochno. Dieses wiederum basiert auf der Verserzählung „Das Häuschen in Kolomna“ von Alexander Puschkin. Das Werk wurde am 3. Juni 1922 in der Pariser Oper uraufgeführt. Die deutsche Erstaufführung fand am 7. November 1925 in Kiel statt.

## Handlung
Die Oper spielt in einem kleinen russischen Dorf zu Beginn des 19. Jahrhunderts.
Parascha ist in ihren Nachbarn Basil verliebt, der bei den Husaren ist. Die große Fürsorge ihrer Mutter macht es ihr nicht leicht, sich mit ihm zu treffen. Da kommt den beiden Liebenden ein glücklicher Umstand zugute: Die Köchin von Paraschas Mutter hat ganz plötzlich das Zeitliche gesegnet, und Mamuschka ist todunglücklich. Sie bricht in großes Jammern aus. Der Tochter erteilt sie den Auftrag, flugs nach einer neuen Köchin zu suchen. Es dauert auch nicht lange, bis Parascha den Auftrag ausgeführt hat. Die neue Köchin ist in Wirklichkeit ein Koch, der als „Mavra“ verkleidete Basil. Er und Parascha schwelgen im Glück. Sie können es kaum fassen, dass sie von nun an unter demselben Dach wohnen werden.
Die glückliche Zeit währt aber nicht lange. Paraschas Mutter muss mit ansehen, wie sich ihre neue Köchin rasiert. Sie stößt einen lauten Schrei aus und fällt in Ohnmacht. Glücklicherweise hat die Nachbarin den Schrei gehört. Als sie zu Hilfe eilen will und die am Boden liegende Frau bemerkt, erschrickt sie ebenfalls und ruft laut um Hilfe. Basil weiß sich nicht anders zu helfen, als aus dem Fenster zu springen und ziellos wegzurennen. Jetzt ist Parascha an der Reihe zu schreien – ihrem Geliebten hinterher!

## Musik
Mavra entstand in Strawinskis neoklassischer Schaffensperiode. Das Werk enthält zwei Arien, ein Duett und ein Quartett. Es ist sowohl eine Hommage für russische Komponisten der Romantik als auch eine Satire auf den wohlhabenden Bürgerstand. Auf der Originalpartitur ist Pjotr Tschaikowski als Widmungsträger genannt.

## Tonträger
- Columbia 72609: Mit Susan Belinck, Mary Simmons, Patricia Rideout, Stanley Kolk und dem CBC Symphony Orchestra unter der Leitung des Komponisten
- Decca: Mit Joan Carlyle, Helen Watts, Monica Sinclair, Kenneth Macdonald und dem Orchestre de la Suisse Romande unter der Leitung von Ernest Ansermet
- Chandos CHA 9488: Mit Tatyana Kravtsova, Olga Korzhenskaya, Olga Markova-Mikhailenko, Alexei Martynov und dem Netherlands Wind Ensemble unter der Leitung von Thierry Fischer